# Emirat
Als Emirat (arabisch إمارة, imāra, Mehrzahl imārāt) wird der Herrschaftsbereich eines Emirs bezeichnet. Historisch gesehen ist ein Emirat eine Provinz, die durch einen Fürsten verwaltet wird. Der Begriff, im sprachlichen und historischen Sinne, ist unmittelbar äquivalent zu „Fürstentum“. Heute gibt es allerdings auch Emirate, die souveräne Staaten sind. Eine Region Saudi-Arabiens, die einem Emir untersteht, wird ebenfalls Emirat genannt. Im Arabischen bezeichnet der Ausdruck allgemein einen Teil des Landes, der unter der Kontrolle der herrschenden Klasse steht.
Die türkische Entsprechung ist Beylik. Einem Emir entspricht der alttürkische Titel Bey.

## Historische Emirate
- Emirat von Córdoba
- Emirat von Tiflis
- Emirat von Granada
- Emirat von Kreta
- Emirat der Samaniden von Buchara (892–1005)
- Emirat Buchara
- Emirat Afghanistan (1823–1926)
- Emirat Transjordanien (1921–1946)
- Emirat Bahrain (1971–2002)

## Heutige Emirate
- Die Vereinigten Arabischen Emirate sind ein Bundesstaat aus sieben selbständigen Emiraten, deren jedes von einem Emir regiert wird.
- Emirat Katar
- Emirat Kuwait
- Im nördlichen Nigeria bestehen bis heute formal noch zahlreiche Emirate, so zum Beispiel das Emirat von Kano, das Emirat von Ilorin und das Emirat Gwandu.[2]
- Kaukasus-Emirat, im Oktober 2007 von Doku Umarov ausgerufener, aber von der internationalen Staatengemeinschaft nicht anerkannter islamischer Staat im russischen Nordkaukasus. Es handelt sich im Grunde nur um ein virtuelles Emirat, dessen Proklamation mit dem dezidierten Ziel erfolgte, die islamische Jugend zum Dschihad zu motivieren.[3]
- Islamisches Emirat Afghanistan, 1996–2001, erneut ab 2021: nach dem Rückzug der NATO-Verbände aus Afghanistan starteten die Taliban einen Vorstoß und besetzten Kabul, wodurch sie de facto Afghanistan regieren.